# Stroitransgas
Stroitransgas (russisch Стройтрансгаз) ist ein russischer Baukonzern. Er ist auf dem Gebiet der Großprojekte, insbesondere dem Bau von Pipelines, Stromnetzen, Autobahnen und Stadien, international tätig.
Stroitransgas wird zu 96,27 % von der STG Holdings Ltd gehalten. Diese gehört zu 63 % zur Volga Group des Oligarchen Gennadi Timtschenko. Weitere Anteile an der Holding halten die Gasprombank (20 %) und zwei Geschäftsleute.

## Geschichte
Das Unternehmen wurde 1990 als Nachfolger eines sowjetischen Baukombinats gegründet.

## Leitung
Der niederländische Geschäftsmann Jorrit Faassen, Ehemann der älteren Putin-Tochter Maria Woronzowa, erhielt zunächst einen Job bei der Gazprombank, wurde dann Vizepräsident bei Stroitransgas und arbeitete später bei RG-Development, einer Firma der engen Putin-Freunde Boris und Arkadi Rotenberg.